# سان ایگناسیو
سان ایگناسیو (به اسپانیایی: San Ignacio de Moxos) یک شهر در بولیوی است که در استان موخوس واقع شده‌است. سان ایگناسیو ۱۴٬۲۱۵ نفر جمعیت دارد و ۱۴۴ متر بالاتر از سطح دریا واقع شده‌است.